# Seulingen
Seulingen est une municipalité allemande du land de Basse-Saxe et l'arrondissement de Göttingen. En 2014, elle comptait 1 340 hab.

## Histoire
La première mention écrite de Seulingen remonte à la période 973-975. 
Seulingen passa sous la domination l'empereur Otto II en 974. En 1274, le duc Otto de Brunswick se vit confier la gouvernance de Duderstadt. Avec Duderstadt, Seulingen passa ensuite, en 1358, à l'archevêché de Mayence. Au Moyen-Âge,  la ville de Duderstadt étendit son pouvoir bien au-delà de ses délimitations, Seulingen passa ainsi, avec 15 autres villages, sous la seigneurie et la juridiction de la ville.
À partir du milieu du XIVe siècle, la ville de Duderstadt fit construire une tour de guet sur le Westerberg, dans la commune de Seulingen.
Pendant la guerre de Trente Ans, Seulingen fut en grande partie incendiée en 1623, il ne resta que le clocher et trois maisons.
Les deux guerres mondiales ont fait de nombreuses victimes parmi les habitants de Seulingen. Le village a été épargné par la destruction pendant la Seconde Guerre mondiale.

## Armoirie
L'actuelle commune de Seulingen a repris les armoiries de la famille von Sulingen, qui représentent trois colonnes.